# Korea Open 2024
Korea Open 2024 (cunoscut și în scopuri de sponsorizare sub numele de Hana Bank Korea Open 2024) a fost un turneu de tenis care s-a jucat pe terenuri dure în aer liber. A fost cea de-a 20-a ediție a turneului și un eveniment WTA 500 din circuitul WTA 2024 (îmbunătățit de la statutul WTA 250 în anii precedenți).  Turneul are loc la Olympic Park Tennis Center din Seul, Coreea de Sud, în perioada 16–22 septembrie 2024.

## Campioni

### Simplu
Pentru mai multe informații consultați Korea Open 2024 – Simplu

### Dublu
Pentru mai multe informații consultați Korea Open 2024 – Dublu

## Puncte și premii în bani

### Distribuția punctelor
| Probă  | Câștigător | Finalist | Semifinalist | Sfertfinalist | Runda 2 | Runda 1 | Q   | Q2  | Q1  |
| Simplu | 500        | 325      | 195          | 108           | 32      | 1       | 25  | 13  | 1   |
| Dublu  | 500        | 325      | 195          | 108           | 1       | N/A     | N/A | N/A | N/A |

### Premii în bani
| Probă  | Câștigător | Finalist | Semifinalist | Sfertfinalist | Runda 2  | Runda 1 | Q2      | Q1      |
| Simplu | 142.000 $  | 87.655 $ | 51.205 $     | 24.200 $      | 13.170 $ | 8.860 $ | 6.603 $ | 3.380 $ |
| Dublu* | 47.390 $   | 28.720 $ | 16.430 $     | 8.510 $       | 5.140 $  | N/A     | N/A     | N/A     |

*per echipă